# Ellehøj fortidsminde i Gentofte Kommune
Ellehøj ved Ewaldsbakken i Dyssegård bydelen er en bronzealderhøj i Gentofte Kommune. Som andre bronzealderhøje er den placeret på et af de højeste punkter i landskabet, hvorfra udsigten var smukkest. Ellehøj blev fredet af Fredningsnævnet den 31. marts 1939, hvilket sikrer, at området og de historiske strukturer bevares for fremtidige generationer. Der har tidligere været en spiraltrappe op til toppen af højen.